# Осуга, Саюри
Саюри Осуга (Акимото)  (яп. 大菅小百合 Sayuri Osuga (Akimoto), род. 27 октября 1980 года в Сибецу) — японская конькобежка, участница зимних Олимпийских игр 2002, летних Олимпийских игр 2004 и зимних 2006 годов, бронзовый призёр чемпионата мира, бронзовый призёр Азиатских игр, 3-кратная чемпионка Японии, 10-кратная призёр. Бывшая рекордсменка Японии по конькобежному спорту на дистанции 500 метров.

## Биография
Саюри Осуга родилась в посёлке Сибецу на востоке Хоккайдо. Она начала кататься на коньках под влиянием старшего брата в возрасте 3-х лет. Тогда же занялась и каратэ, так как её отец был инструктором по каратэ, и брат также занимался этим спортом. Примерно в третьем или четвертом классе начальной школы она начала изучать каллиграфию, счёты и играть на фортепиано. Саюри присоединилась и к юношеской команде по плаванию. В 6-м классе получила чёрный пояс по каратэ и оставила этот вид спорта, а также перестала плавать и бросила учёбу по счётам, после получения 1-го дана.
В 1992 году она пошла в среднюю школу, и летом стала заниматься софтболом, а зимой - конькобежным спортом. В 1996 году поступила в престижную школу Сиракаба Гакуэн. С сезона 1997/98 Саюри стала участвовать в чемпионате Японии, а в 1998 и 1999 годах выиграла спринтерское многоборье среди юниоров. В сезоне 1998/99 она дебютировала на Кубке мира и феврале 1999 года участвовала на зимних Азиатских играх в Чхунчхоне. В 1999 году окончила престижную школу конькобежного спорта Сиракаба Гакуэн и присоединилась к команде "Nidec Sankyo". Саюри в своих тренировках уделяла много времени велоспорту и даже участвовала за сборную Японии.
В 2000 году дебютировала на чемпионате мира в спринтерском многоборье и заняла 11-е место, а следом на чемпионате мира на отдельных дистанциях в Нагано финишировала 4-й в 2-х забегах на 500 м. Через год она также участвовала на чемпионатах мира, но высоких мест не занимала. В ноябре 2001 года Саюри впервые выиграла чемпионат Японии в забеге на 500 м, а в декабре на 4-м этапе Кубка мира в Солт-Лейк-Сити также впервые финишировала дважды третьей в забеге на 500 м. В январе 2002 года на спринтерском чемпионате мира в Хамаре она стала 8-й в многоборье. Через месяц на своих первых зимних Олимпийских играх в Солт-Лейк-Сити стала 12-й в забеге на 500 м и 18-й на 1000 м.
Сезон 2002/2003 Саюри начала со второй победы на чемпионате Японии на 500-метровке. В декабре 2002 на этапе Кубка мира в Нагано финишировала первой в забеге на 500 м, а в январе третьей на 6-м этапе в Солт-Лейк-Сити. На зимних Азиатских играх в Аомори в феврале 2003 года завоевала бронзовую медаль на дистанции 500 м, а на 1000 м стала 6-й. В марте на чемпионате мира на отдельных дистанциях заняла 6-е место в беге на 500 м и 16-е на 1000 м. В марте 2004 года на чемпионате мира в спринтерском многоборье заняла 13-е место. Летом Осуга участвовала на летних Олимпийских играх в Афинах в составе сборной Японии по велоспорту. В сезоне 2004/05 она стала первой в забеге на 500 м на 4-м этапе Кубка мира в Нагано и третьей в финале Кубка в Херенвене.
В 2005 году на чемпионате мира на отдельных дистанциях заняла 7-е место на дистанции 500 м. В 2006 году на зимних Олимпийских играх в Турине Саюри финишировала 8-й в забеге на 500 м. После игр она заключила контракт с компанией "Daiwa House Industry". В ноябре 2006 года в третий раз стала чемпионом Японии на дистанции 500 м. В январе 2007 года заняла 7-е место на чемпионате мира в спринтерском многоборье. Следом участвовала на зимних Азиатских играх в Чанчуне и поднялась на 5-е место на 500 м. В марте она впервые стала бронзовым призёром в забеге на 500 м на чемпионате мира в Солт-Лейк-Сити. В 2008 году финишировала на 8-м месте в забеге на 500 м на чемпионате мира в Нагано, через год стала 8-й на чемпионате мира в Ричмонде. У Саюри Осуги последние три сезона падали результаты и в июне 2011 года завершила карьеру конькобежца.

### Велоспорт
Саюри Осуга участвовала на летних Азиатских играх в Пусане в составе сборной Японии по велоспорту. В гонке на 500 метров по времени она заняла 2-е место. В 2003 году выступала на чемпионате мира в группе "В", а по возвращению выиграла Всеяпонский чемпионат по велоспорту. На летних Олимпийских игр в Афинах Саюри заняла 10-е место в гонке на 500 метров. После Олимпийских игр она участвовала в Кубке мира 2005-го года в Солт-Лейк-Сити в беге на 500 метров и заняла 3-е место.

## Личная жизнь
Саюри Осуга мечтала стать школьным учителем, и в младших классах средней школы она записалась в дополнительную школу и усердно работала на уроках, а также участвовала в соревнованиях. До 2014 года Саюри работала тренером конькобежного клуба "Yamato House". С 2014 года замужем за тренером по спринту Синго Акимото, а в 2017 году родила дочку Махиро. Дочка занимается теннисом и также бегом под руководством матери в клубе её отца. В 2015 году Саюри уволилась из "Daiwa House Industry". и в настоящее время работает учителем в начальной школе Китазоно в городе Товада.